# Dér István
Dér István (Csanádpalota, 1937. május 28. – Szeged, 1993. május 30.) magyar festőművész. A szegedi SZÖG-ART Művészeti Egyesület tagja.

## Életpályája
Általános iskolai tanulmányait 1952-ben fejezte be szülővárosában. 1956–1959 között a szegedi Juhász Gyula Tanárképző Főiskola hallgatója volt, ahol Vinkler László volt mestere. 1960-tól volt kiállító művész. 1960-ban a szegedi Felsőfokú Tanítóképző gyakorló iskolájában rajz és kézimunka szakvezető, 1964–1971 között a Szegedi Tanárképző Főiskola Gyakorló Iskolájában rajz szakvezető lett, majd az utolsó két évben annak igazgató-helyettese volt. 1971-ben került a Juhász Gyula Tanárképző Főiskola Rajz- és Művészettörténeti Tanszékére mint tanársegéd, majd 1973-ban adjunktussá nevezték ki, ahol élete végéig ebben a státuszban tanított. 1975-től a Képző- és Iparművészeti Szövetség tagja, négy évig pedig a szegedi képzőművészeti csoport titkára volt.

### Munkássága
Sötétre hangolt, a kemény formaalakítás és a színkontrasztok által néha drámai hatású festményein szimbolikus népi világot teremtett, hogy ezáltal felfokozott módon tudjon a reális emberi és természeti kapcsolatokra utalni. A csendélet-műfajban a tárgyakban és azok térbeli viszonylataiban rejlő gondolati tartalmakat vetített ki. Murális feladatokkal, intarzia-készítéssel is foglalkozott.

## Magánélete
Szegeden élt. 1964-ben megházasodott. 1965-ben született meg lánya: Dalma. 1973-ban elvált. 1976-ban újra megnősült, felesége, Madarász Piroska magyar-orosz szakos tanár lett. 1977-ben született István nevű fia.
Sírja Szegeden, a Belvárosi temetőben található.

## Kiállításai

### Egyéni
- 1966 Hódmezővásárhely, Szeged, Gyula
- 1974 Tokaj, Mindszent
- 1976, 1979 Szeged
- 1978 Győr, Hajdúböszörmény

### Válogatott, csoportos
- 1967-1980, 1986 Szeged
- 1967 Budapest
- 1973-1976 Hódmezővásárhely
- 1989 Temesvár

## Díjai
- Szegedi Nyári Tárlat díja (1966)
- Makói Művésztelep plakettje (1971)
- Szegedi Nyári Tárlat nívódíja (1975)
- Szeged város alkotói díja (1975)
- Káplár Miklós-díj (1977)[2]

## Emlékezete
- 2002-ben Csanádpalota az Általános Iskolát a helyi születésű festőművészről nevezte el.[3]